# جیلیان کارلتون
جیلیان کارلتون (انگلیسی: Gillian Carleton؛ زادهٔ ۳ دسامبر ۱۹۸۹) دوچرخه‌سوار اهل کانادا است.
وی در مسابقات کشوری و بین‌المللی در مجموع برندهٔ ۳ مدال برنز شده‌است.